# Fomitopsis anhuiensis
Fomitopsis anhuiensis är en svampart som beskrevs av X.F. Ren & X.Q. Zhang 1992. Fomitopsis anhuiensis ingår i släktet Fomitopsis och familjen Fomitopsidaceae.   Inga underarter finns listade i Catalogue of Life.